# Grand Harbour

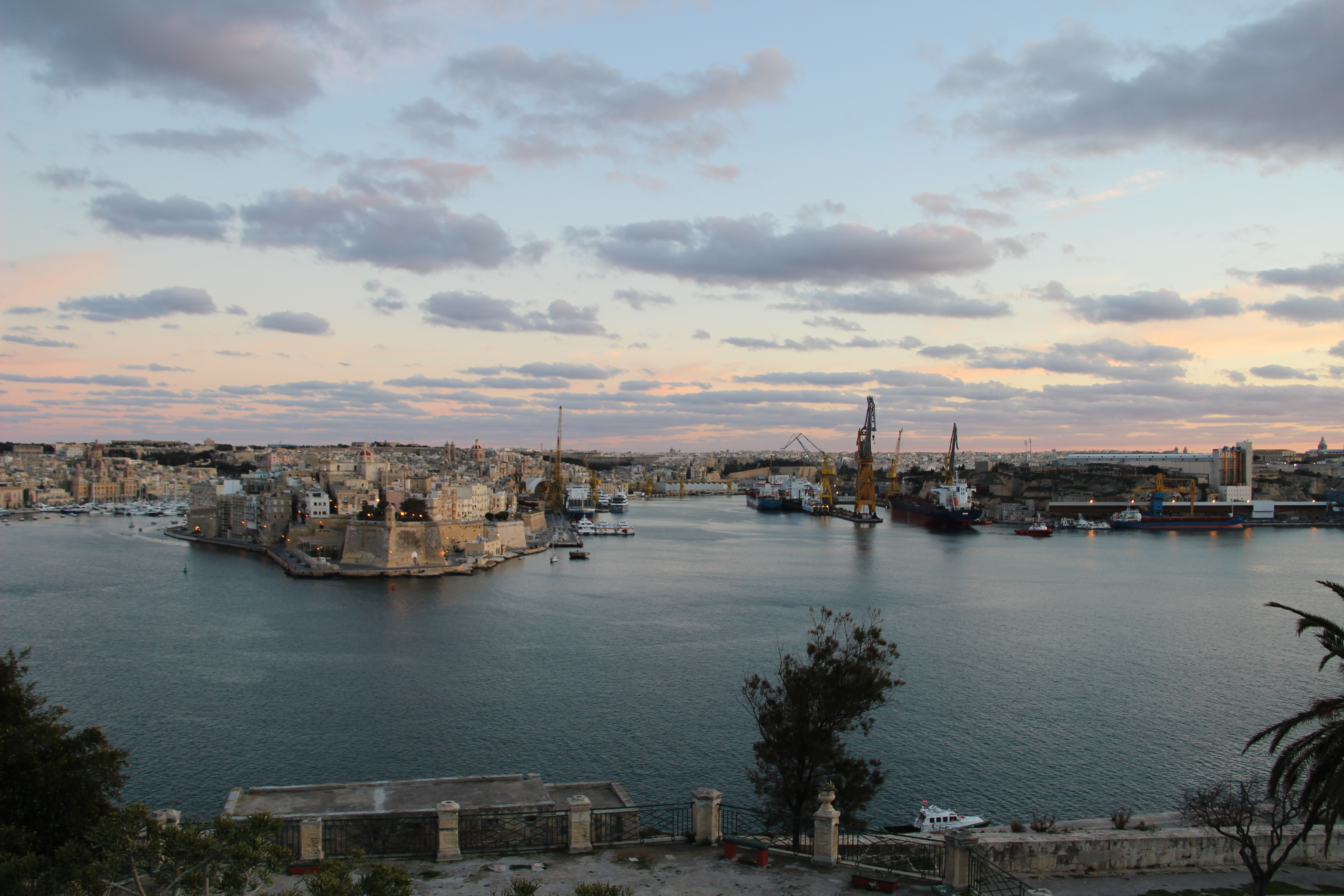
Blick auf den Grand Harbour

Der Naturhafen Grand Harbour ist eine verzweigte Bucht, die mehr als drei Kilometer tief in die Nordostküste der Insel Malta einschneidet. Auf ihrer Nordseite liegt die Inselhauptstadt Valletta. Auf der Ost- und Südseite liegen die im Zweiten Weltkrieg (siehe auch Belagerung von Malta (Zweiter Weltkrieg)) stark zerstörten Werften um die Städte Floriana, Senglea und Paola.
Der Grand Harbour diente bereits den Phöniziern, Puniern, Römern, Byzantinern, Arabern und Spaniern als Ankerplatz. Die wie Finger ins Hinterland reichenden Seitenbuchten bilden auf der Ostseite Halbinseln. Bei Ankunft des Johanniterordens im Jahre 1530 war nur das Gebiet um den Borgo del Castello (maltesisch Birgu) besiedelt. Der Ort wuchs rasch, als der Orden hier seinen Konvent errichtete. Seit phönizischer Zeit befand sich auf der Halbinsel eine Befestigung, die von den Johannitern zum Fort St. Angelo ausgebaut wurde. 
1552 ließ der Großmeister Claude de la Sengle die danebenliegende Halbinsel mit dem Fort St. Michael befestigen; das Areal hieß fortan Senglea. Die Festungen und militärische Anlagen Maltas rund um den Grand Harbour widerstanden 1565 einer mehrmonatige Belagerung durch osmanische Truppen. Die Landzungen waren bald übervölkert und das dazwischen liegende Gebiet wuchs zu einer neuen Stadt heran, die die Johanniter Cospicua nannten. Diese drei Städte sind älter als Valletta und werden als die „Three Cities“ oder auch Cottonera bezeichnet. 

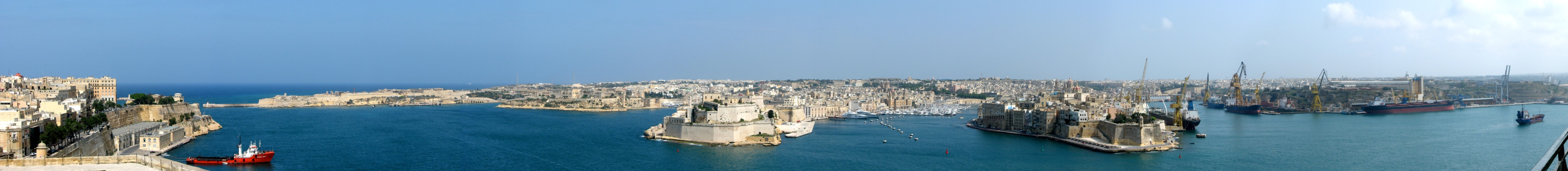
Blick auf den Grand Harbour von den Upper Barrakka Gardens in Valletta.